# Recettore 5-HT4
Il recettore 5-idrossitriptamina 4 è una proteina che nell'uomo è codificata dal gene HTR4.

## Funzione
Questo gene è un membro della famiglia dei recettori della serotonina umana, che sono recettori accoppiati a G-proteine-che stimolano la produzione di cAMP in risposta alla serotonina (5-idrossitriptamina). Il prodotto genico è una proteina transmembrana glicosilata che funziona sia nel sistema nervoso periferico che nel sistema centrale per modulare il rilascio di vari neurotrasmettitori. Sono state descritte varianti di trascrizione multiple che codificano proteine con distinte sequenze C-terminali, ma non è stata determinata la natura a pieno titolo di alcune varianti di trascrizione..

## Localizzazione
Il recettore si trova nel tratto alimentare, nella vescica urinaria, nel cuore e nella ghiandola surrenale, nonché nel sistema nervoso centrale (CNS). Nel CNS il recettore si presenta nel putamen, caudato, nucleus accumbens, globus pallidus e substantia nigra e, in misura minore, nei nuclei della neocortex, rafe, nucleo pontino e in alcune aree del talamo. Non è stato trovato nel cervelletto.

## Ligandi
Alcuni farmaci che agiscono come agonisti selettivi 5-HT4 sono stati recentemente introdotti in uso sia nella ricerca scientifica e nella medicina clinica. Alcuni farmaci che agiscono come agonisti 5-HT4 sono anche attivi come antagonisti 5-HT3, quali mosapride, metoclopramide, renzapride e zacopride, e quindi questi composti non possono essere considerati altamente selettivi. La ricerca in questo settore è in corso.

### Agonista
- BIMU-8
- Cisapride
- Metoclopramide
- Mosapride
- Prucalopride
- Renzapride
- Sulpiride
- Tegaserod
- Zacopride

### Antagonista
- Piboserod
- (1-methyl-1H-indole-3-carboxylic acid, [1-[2-[(methylsulfonyl)amino]ethyl]-4-piperidinyl]methyl ester)[6]
- (1-[4-Amino-5-chloro-2-(3,5-dimethoxyphenyl)methyloxy]-3-[1-[2-methylsulphonylamino]piperidin-4-yl]propan-1-one)
- ([Methoxy]1-butylpiperidin-4-yl)methyl 4-amino-3-methoxybenzoate[7]
- Camomilla (ethanol extract)[8]